# Kemény István (színművész)
Kemény István (Budapest, 1966. augusztus 4. –) magyar színész, bábművész.

## Életpályája
Az Arany János Színház stúdiójában tanult, majd ugyanott lett színész 1985-től 1993-ig, majd a Budapest Bábszínházhoz szerződött, ahol elvégezte a bábszínészképző tanfolyamot. Azóta itt tag.

## Szerepei
- Herceg, Pityóka, Fogdmeg, Nap, Szarvas - Václav Čtvrtek: Rumcájsz (rendező: Schneider Jankó)
- Huang-Ti, Kínai börtönőr, Kínai hóhér - Weöres Sándor: Holdbeli csónakos (rendező: Hoffer Károly)
- Drosselmeyer nagybácsi - P. I. Csajkovszkij: Diótörő (rendező: Szőnyi Kató, Meczner János)
- Rókus mókus, Mek-Mek meteorológus, Fakír, Tunya - Tersánszky Józsi Jenő: Misi mókus vándorúton (rendező: Kovács Gyula)
- Madách Imre: Az ember tragédiája (rendező: Garas Dezső)
- Gergelyfi bácsi; Benjámin apukája - Beatrix Potter-Fekete Ádám: Nyúl Péter (rendező: Elinger Edina)
- Első darabont - Szálinger Balázs: A csillagszemű juhász (rendező: Markó Róbert)
- Thomas Decretenus, az orvos fia - Molière: A képzelt beteg (rendező: Alföldi Róbert)
- Kemence; Péter - Szabó T. Anna-Gimesi Dóra-Kuthy Ágnes: Holle anyó (rendező: Kuthy Ágnes)
- Tamino - W. A. Mozart: A varázsfuvola (rendező: Meczner János)
- Sebastian, Alonso öccse - William Shakespeare: A vihar (rendező: Szikszai Rémusz)
- Jules Verne: 80 nap alatt a Föld körül (rendező: Kuthy Ágnes)
- Kőmorzsoló - Szálinger Balázs: Fehérlófia (rendező: Veres András)
- Ispán - Tasnádi István: Lúdas Matyi (rendező: Fige Attila)
- Második Katona, Második Szolga, Fogadós, Szerzetes, Szökevény, Nagyherceg - Bertolt Brecht-Paul Dessau: A kaukázusi krétakör (rendező: Vidovszky György)
- Bús Piros Vödör; Jó Pali Kalóz - Presser Gábor-Varró Dániel: fTúl a Maszat-hegyen (rendező: Kovács Géza)
- Pincér, Manó, Vascsontú Vérmumus - Caryl Churchill: Az iglic (rendező: Tengely Gábor)
- Kutya - Gimesi Dóra-Veres András: A brémai muzsikusok (rendező: Veres András)
- Soma - Urbán Gyula: Minden egér szereti a sajtot (rendező: Urbán Gyula)
- Arszlán, a szultán bátyja - W. Hauff-Markó Róbert: A kis Mukk (rendező: Csató Kata)
- Apa, Királyfi - Salman Rushdie: Hárun és a mesék tengere (rendező: Csató Kata)
- J. W. Goethe: Faust (rendező: Balázs Zoltán)
- Tigris Péter - Hanna Januszewska: A gyáva kistigris (rendező: Kuthy Ágnes)
- Fejedelem, Kapuőr - Babits Mihály-Forgách András: Barackvirág (rendező: Lengyel Pál)
- Deramo - Carlo Gozzi-Heltai Jenő: A szarvaskirály (rendező: Balogh Géza)
- Öreg gavallér - Bartók Béla: A csodálatos mandarin (rendező: Szőnyi Kató)
- Farkas apó - Rudyard Kipling: A dzsungel könyve (rendező: Balogh Géza)
- Bartók Béla: A fából faragott királyfi (rendező: Szőnyi Kató)
- Udvarmester - P. I. Csajkovszkij-Góczán Judit: A hattyúk tava (rendező: Balázs Zoltán)
- Réz táltos, Arany táltos - Lázár Ervin: A legkisebb boszorkány (rendező: Lengyel Pál)
- Dani - Janikovszky Éva: Akár hiszed, akár nem (rendező: Lengyel Pál)
- Ali baba - Ali baba és a negyven rabló (rendező: Balogh Géza)
- Vajda Gergely - Déry Tibor: Az óriáscsecsemő (rendező: Kovalik Balázs)
- Katona - Sopsits Árpád: Bábpuccs (rendező: Sopsits Árpád)
- Ede bácsi, Bőrkerág, Ecetvári Eduárd - Bálint Ágnes: Egy egér naplója (rendező: Lénárt András)
- M. Muszorgszkij: Egy kiállítás képei (rendező: Ács János)
- Szécsi Margit: Eszem a gesztenyét (rendező: Lengyel Pál)
- Gábriel - Jankovics Marcell: Bábilóni biblia (rendező: Jankovics Marcell)
- Saphir - J. Offenbach: Kékszakáll (rendező: Csizmadia Tibor)
- A. Sz. Puskin: Mese a halászról és az aranyhalról (rendező: Magdalena Miteva)
- Madárijesztő - F. L. Baum: Óz, a nagy varázsló (rendező: Balogh Géza)
- Johnny, Fürtös - J. M. Barrie-Háy János: Péter Pán (rendező: Kovács Géza)
- Pillangó, Kanóc, Mutatványos - Carlo Collodi: PInokkió (rendező: Lengyel Pál)
- Pribék - Vörös Róbert: Sade márki 120 napja (rendező: Alföldi Róbert)
- Főpandúr - Lázár Ervin: Szegény Dzsoni és Árnika (rendező: Lengyel Pál)
- Demetrius - W. Shakespeare: Szentivánéji álom (rendező: Josef Krofta)
- Udvaronc - H. C. Andersen-Király Levente: Vadhattyúk (rendező: Rumi László)
- Noé bárkája (rendező: Kovács Géza)
- Bojtorján, Páfrány - Gimesi Dóra: Rózsa és Ibolya (rendező: Kovács Géza)
- Guvernal, Trisztán tanítómestere; Tárnokmester, Püspök - Márton László: Trisztán és Izolda (rendező: Csizmadia Tibor)
- Vadkan Dönci - Franz Zauleck-Paul R. Olbrich-Erdős Virág: Hoppá-hoppá! (rendező: Kuthy Ágnes)
- Háry János - Kodály Zoltán: Háry János (rendező: Szőnyi Kató, Bródy Vera)

## Díjai, kitüntetései
- Soós Imre-díj (2001)
- Havas-B. Kiss-díj (2004)
- Magyar Arany Érdemkereszt (2015)
- A legjobb színészi alakítás díja a Hoppá-hoppá! című előadásban nyújtott teljesítményért (2016) – 18. Arany Szikra Fesztivál, Kragujevac